# Xiaomi Redmi Note 5
Xiaomi Redmi Note 5 — смартфон компании Xiaomi, поступивший в продажу на территории России 18 мая 2018 года. Данная модель на российском рынке представлена в двух вариантах: Xiaomi Redmi Note 5 3/32, Xiaomi Redmi Note 5 4/64. Существует ещё один вариант - Xiaomi Redmi Note 5 6/64/128, но он предназначен только для китайского рынка. Принципиальное отличие между этими версиями заключается в объёме оперативной и встроенной памяти. Помимо российского рынка, Redmi Note 5 поставляется на индийский рынок, где продается под именем Redmi Note 5 Pro. Отличие от глобальной версии заключается в основной камере. Хотя она также получила два модуля с разрешением 12 Мп и 5 Мп, но сенсор в главном модуле используется другой .Redmi Note 5 Pro использует сенсор Sony IMX486 с размером пикселя 1.25 мкм и оптику с апертурой F/2.2. В то же время глобальная версия этого смартфона получила dual-core сенсор с размером пикселя 1.4 мкм и оптику с апертурой F/1.9. По версии журнала TechRadar данный телефон - самый лучший бюджетный смартфон 2018 года.

## Экран
Телефон оснащен экраном IPS с защитным стеклом Gorilla Glass 3. Размер дисплея 5,99 дюйма, соотношение сторон 18:9, а разрешение составляет 2160×1080 при плотности 403 ppi. Дисплей поддерживает до 10 одновременных касаний.

## Камера
Версия смартфона глобального и китайского рынка оснащаются 12 Мп сенсором Samsung s5k2l7 с диафрагмой f/1.9. Размер матрицы составляет 1/2.6", размер пикселя 1.4 мкм. Версия смартфона для индийского рынка оснащается 12 Мп сенсором Sony IMX 486 с диафрагмой f/2.2. Размер матрицы составляет 1/2.9", размер пикселя 1.25 мкм.
Основная камера представляет из себя двойной модуль, первый модуль имеет разрешение 12 Мп с диафрагмой f/1.9 или f/2.2, вспомогательный модуль 5 Мп. Камера оснащена двойной вспышкой. Телефон поддерживает распознавание лиц, возраста, смену экспозиции, контрастности и резкости. В интерфейсе присутствует выбор вариантов разрешения снимков: «нормальное», «высокое», «низкое». В ручном режиме фотосъёмки есть возможность изменить баланс белого, а так же светочувствительность до ISO 3200.
Основная камера снимает видео в разрешении 1080р при 30 fps, битрейтом 20 МБ/с и электронной стабилизации изображения. При использовании сторонних приложений, поддерживается съёмка в 4K разрешении (3840x2160), 30 fps, битрейтом 42 МБ/с и электронной стабилизацией изображения. По отзывам пользователей, при съёмке «с руки» наблюдается эффект роллинг-шаттера. Так же имеется техническая возможность сторонней установки Camera2 API с поддержкой формата RAW и длинных выдержек.
Фронтальная камера телефона имеет разрешение 13 Мп, параметр диафрагмы f/2.0, сенсор OmniVision 13855, камера оснащена LED-вспышкой. Версия смартфона для индийского рынка обладает фронтальной камерой разрешением 20 Мп, и диафрагмой f/2.2, сенсор Sony IMX 376.

## Технические характеристики
- Материалы корпуса: металл, пластик
- Операционная система: Android 8.1.0 (Oreo), прошивка MIUI 10.2.2.0
- Сети: GSM , UMTS, LTE
- SIM: две nano-SIM (комбинированный слот), поддержка в попеременном Dual SIM Dual Standby (DSDS) режиме
- Экран: IPS, диагональ 5,99", разрешение  FHD+ 2160х1080 точки, ppi 403, мультитач до 10 касаний.
- Процессор: восьмиядерный Qualcomm Snapdragon 636; четыре ядра 1,8 ГГц, четыре ядра 1,6 ГГц
- Графика: Adreno 509
- Оперативная память: 3/4/6 ГБ
- Память для хранения данных: 32/64/128 ГБ
- Слот под карту памяти: слот для microSD, совмещённый со слотом для второй SIM-карты
- Основная камера: два модуля по 12 и 5 Мп, вспышка, автофокус, режим размытия заднего фона.
- Фронтальная камера: 13 Мп, вспышка
- Интерфейсы: WiFi 802.11 b/g/n/ac, Bluetooth 5.0, FM-радио, ИК
- Навигация: GPS, ГЛОНАСС.
- Дополнительно: датчик освещённости, датчик движения, микрогироскоп, акселерометр, магнитометр
- Батарея: 4000 мАч, несъёмный
- Габариты: 158,5 х 75,45 х 8 мм
- Вес: 181 г

## Защита
Экран телефона защищен  от механических повреждений 2.5D-стеклом Gorilla Glass 3. Сертификата IP у Xiaomi Redmi Note 5 нет, то есть телефон не следует мочить, ронять в воду. В 2016 году директор компании Xiaomi объяснил отсутствие защиты от воды во всех аппаратах Xiaomi ценовой политикой компании.

## Продажи
Xiaomi Redmi Note 5 был впервые представлен на выставке MWC в феврале 2018, продажи телефона на территории России начались 18 мая 2018 года. В начале июня 2018 года компания Xiaomi приняла решение снизить цену на версии 3/32 и 4/64, в результате на российском рынке цена телефона снизилась до 11 060 рублей за версию 3/32 и 13 140 рублей за версию 4/64.
На территории Индии продажи Redmi Note 5 начались раньше, 22 февраля 2018 года. По информации компании Xiaomi, менее чем за три минуты было продано более 300 000 моделей, и это стало самой большой продажей на территории Индии.